# Zawadka (Silésie)
Pour les articles homonymes, voir Zawadka.
Zawadka est une localité polonaise de la gmina d'Irządze, située dans le powiat de Zawiercie en voïvodie de Silésie.